# Legibilidade de Flesch
Os testes de inteligibilidade de Flesch-Kincaid foram projetados para indicar a dificuldade de compreensão durante a leitura de uma passagem de inglês acadêmico contemporâneo. Há dois testes, o índice de Flesch da facilidade de leitura, e o grau de escolaridade Flesch-Kincaid. Embora eles usam o mesmo núcleo de medidas (comprimento da palavra e da sentença), eles têm factores de ponderação diferentes. Os resultados dos dois testes são aproximadamente correlacionados inversamente: um texto com uma pontuação relativamente alta no teste de facilidade de leitura deve ter uma pontuação menor no do nível de escolaridade. Ambos os sistemas foram concebidos por Rudolf Flesch enquanto que J. Peter Kincaid desenvolveu este último para a Marinha dos Estados Unidos. Tais testes de inteligibilidade sugerem que muitos artigos da Wikipédia em língua inglesa podem ser sofisticados demais para a sua audiência.
Tendo sido desenvolvidos para a língua inglesa, estes testes podem necessitar de adaptação para outros idiomas como o português.